# Bukowski (película de 2013)
Bukowski es un proyecto película de drama biográfico sobre la vida del autor y poeta estadounidense Charles Bukowski. Iba a ser dirigida y escrita por el actor James Franco y producida por la compañía productora de Franco y Vince Jolivette, Rabbit Bandini Productions. Josh Peck fue elegido para protagonizar el papel de Charles Bukowski, con Tim Blake Nelson, Alex Kingston y Shannen Doherty en roles secundarios.
La producción comenzó en 2013 y la película estaba originalmente programada para estrenarse en 2014 o en algún momento de la década de 2010.
Franco declaró que la película no estaba basada en la novela semiautobiográfica de Bukowski, La senda del perdedor (Título original: "Ham on Rye"), pero una demanda por parte del manejador artístico londinense Cyril Humphris, quien tiene los derechos cinematográficos de dicha novela, detuvo la producción de la película.
Franco saldó la demanda a través de un acuerdo, pero la película se archivó de forma permanente y es muy poco probable que se estrene alguna vez.